# Segestria fusca
Segestria fusca là một loài nhện trong họ Segestriidae.
Loài này thuộc chi Segestria. Segestria fusca được Eugène Simon miêu tả năm 1882.